# غوران ديوريكين
غوران ديوريكين (بالألمانية: Goran Djuricin)‏ هو لاعب كرة قدم نمساوي في مركز الهجوم، ولد في 16 أبريل 1974 في فيينا في النمسا. لعب مع أوستريا فيينا ورابيد فيينا.

## وصلات خارجية
- غوران ديوريكين على موقع قاعدة بيانات كرة القدم.إي يو (الإنجليزية)
- غوران ديوريكين على موقع Soccerway.com (الإنجليزية)
- غوران ديوريكين على موقع عالم كرة القدم.نت (الإنجليزية)